# Egged
La Societat Cooperativa Israeliana de Transport Limitada, també anomenada Egged (en hebreu: אגד) és el principal operador de transport públic a Israel, l'empresa fou establerta en el mes de Gener de l'any 1933, quan quatre empreses de transport públic es van fusionar per formar una cooperativa. Egged ofereix al voltant del 55% dels serveis de transport públic en tot Israel. Egged es divideix en dues divisions, Operacions i Direcció general. La Divisió d'Operacions es divideix en tres branques principals: Operacions del nord, Operacions del Sud, i Operacions de Jerusalem.

## Història

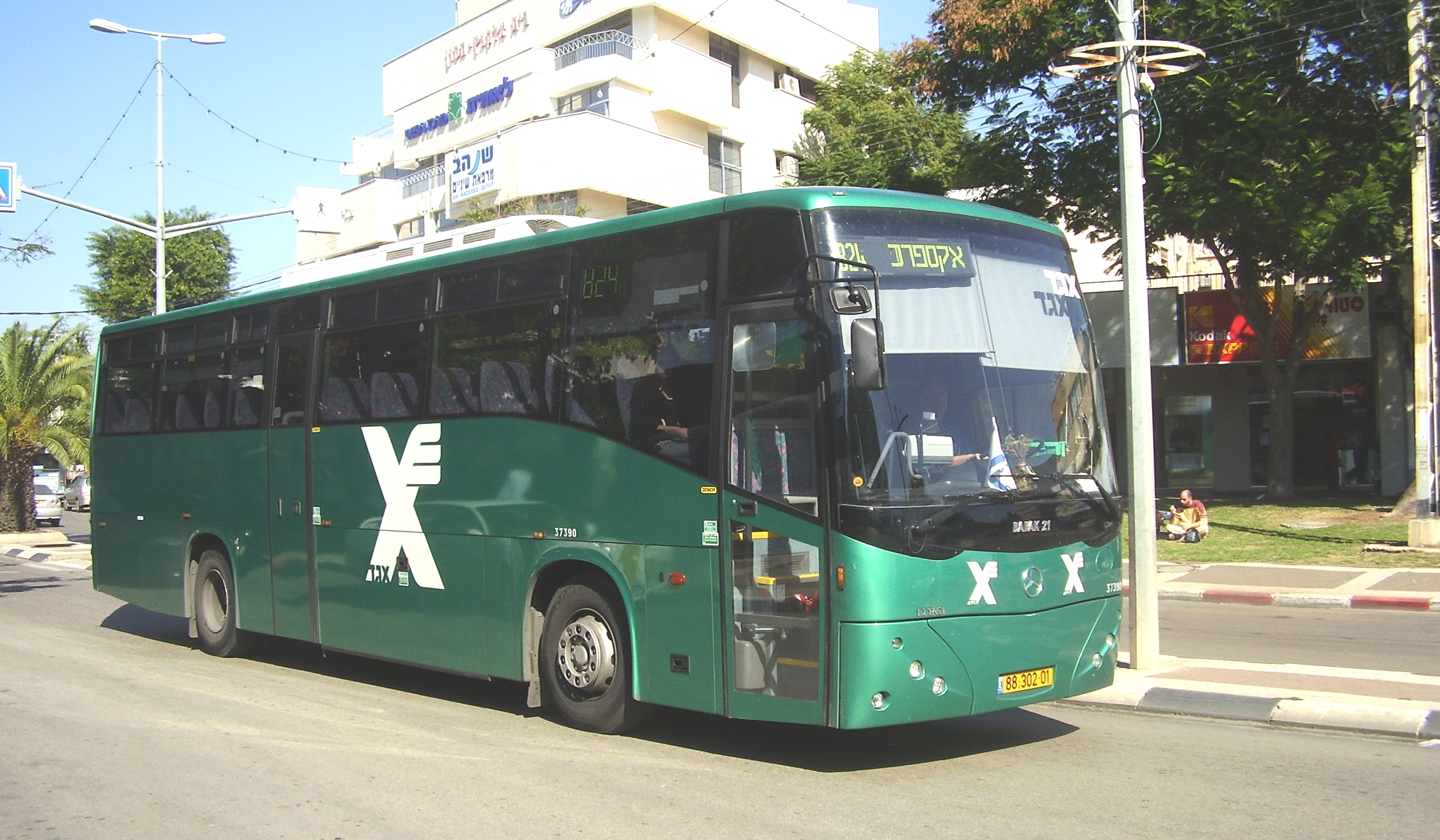
Un bus d'Egged en la ciutat d'Afula.

Egged va ser creada en 1933 mitjançant la fusió de quatre cooperatives d'autobusos més petites. En 1951, Egged es va fusionar amb l'empresa de autobusos de Shahar i amb la companyia d'autobusos Drom Yehuda, fent possible la creació d'una xarxa de transport públic. Després de la Guerra dels Sis Dies, Egged es va fusionar amb el companyia d'autobusos Hamekasher de Jerusalem. El nom Egged (vol dir: Unió) se li va donar a la cooperativa pel poeta Jaim Najman Bialik, en referència a la fusió original.
Malgrat els intents de desregulació realitzats pel primer ministre Benjamin Netanyahu, Egged és encara la companyia d'autobusos més gran d'Israel, està subvencionada pel govern, i encara controla la majoria de les línies interurbanes d'autobusos a Israel. Els intents de Netanyahu van ser truncats per una vaga d'autobusos que van portar al país a una aturada, a més els treballadors d'Egged i els seus directors no van dubtar a declarar que davant de qualsevol altre intent de soscavar el monopoli de la companyia, es pendrien mesures similars. No obstant això, en els últims anys, moltes línies d'autobusos han començat a ser operades per altres companyies d'autobusos més petites, com Dan, Kavim, Connex, i altres.
Durant les guerres de 1956, 1967, i 1973, els autobusos i els conductors d'Egged van ajudar a reforçar el sistema de logística de les FDI, i es van transportar soldats i aliments als camps de batalla. La flota d'autobusos d'Egged inclouen una gran varietat de models d'autobusos de les empreses Mercedes-Benz, Volvo, DAF i MAN SE, incloent versions blindades a prova de bales que utilitza sobretot en l'Àrea de Judea i Samaria. Històricament, la companyia també ha fet servir autobusos: Leyland, Neoplan, Jonckheere, Internacional, Fiat i altres.

## Infraestructura
L'operacions d'Egged tenen la següent infraestructura
| Aparcaments                 | 18 |
| Estació Central d'autobusos | 20 |
| Tallers                     | 25 |
| Sucursals                   | 31 |
| Terminals                   | 23 |
| Central de Magatzems        | 1  |
| Oficines Regionals          | 3  |
| Clubs de Jubilats           | 31 |

- 3.033 autobusos de servei de línia (71 dels quals són a prova de bales)
- 945 línies de servei (3.199 alternatives)
- 1.000.000 passatgers diaris
- 45.000 viatges diaris de servei de línia
- 810.500 quilòmetres recorreguts al dia
- Volum de negoci anual - NIS 2.866.000.000

## Govern Corporatiu
L'estructura cooperativa d'Egged és un dels principals factors que afavoreixen la participació dels treballadors, i a la seva identificació amb els objectius i les metes de la companyia.
- Representants de l'Assemblea: els representants de l'assemblea són 85 delegats que són triats en les eleccions internes cada quatre anys. L'assemblea està formada pels representants dels treballadors de l'empresa. Hi ha 19 membres que són triats en la segona etapa de les eleccions, pels membres representants de l'assemblea. L'administració aprova el pressupost, la política de cooperació en diversos camps, les inversions i els préstecs.

- Comitè de Supervisió: el seu nombre és de 6 membres, que són triats en les eleccions. El comitè supervisa les activitats de l'empresa.

- Membres del Tribunal: hi ha 40 membres del tribunal, que són triats en les eleccions, per actuar com a jutges.

## Filials

### Egged Taavura
Egged Taavura opera serveis de transport i s'especialitza en oferir solucions per a les necessitats especials del transport, des del transport privat per a empreses, institucions, i el turisme, fins al transport cap a l'Aeroport Internacional Ben Gurion, i serveis de missatgeria, fins a la creació d'administracions de transport. La companyia també opera les rutes d'autobús per al públic en general en diverses regions d'Israel. Fou establert per la Cooperativa Egged i el Grup Taavura, les dues organitzacions més importants en el sector del transport israelià, Egged Taavura és una filial de les dues empreses.

### Egged Tours
L'empresa es dedica al turisme a Israel, a l'organització de viatges en grup, i ofereix orientació i allotjament als viatgers. Egged Tours, posseeix 300 autobusos de diferents grandàries, també realitza viatges per a celebracions familiars, així com per a esdeveniments institucionals i nacionals.

### Egged Holdings
L'empresa es dedica a la localització i el desenvolupament de fonts d'ocupació addicionals per a les línies de servei. "Egged Holding" és també el soci en el grup que va guanyar la licitació per al tren lleuger de Jerusalem, i és la part del grup que està competint per a l'operació del projecte de tren lleuger de la ciutat de Tel-Aviv.

## Egged a Europa de l'Est
Egged ha comprat el 51% de la companyia d'autobusos búlgara Trans-Triumph, que ofereix servei de bus en les ciutats de Sofia i Varna, així com transport fins l'aeroport i servei de bus turístic, aquesta operació ha estat prou reeixida. Egged té previst expandir-se en els països d'Europa de l'Est. Egged va formar una empresa conjunta anomenada Egged Ruse. Egged ofereix transport públic a la ciutat de Russe, Bulgària. Egged també ha iniciat les seves activitats a Polònia. La companyia Egged Mobilis opera algunes rutes d'autobús metropolità a Varsòvia, a Cracòvia i a Bydgoszcz, i ofereix transport cap els centres comercials. L'Express Piaseczno connecta el major suburbi de Varsòvia amb el centre de la capital polonesa, i fa servir autobusos Mercedes-Benz en lloc dels autobusos Solaris polonesos.

## Galeria

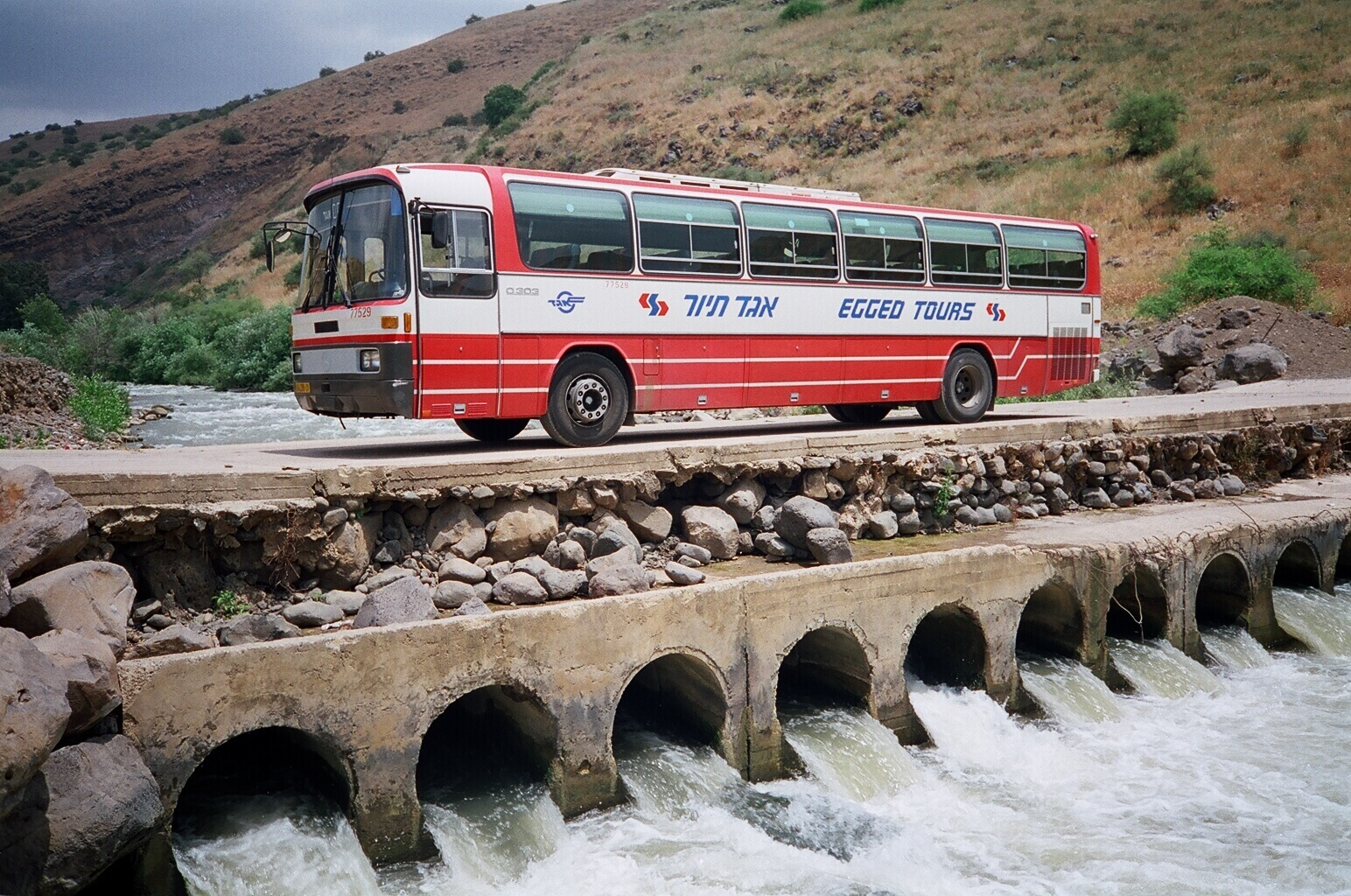
Autobús d'Egged creuant el Riu Jordà.
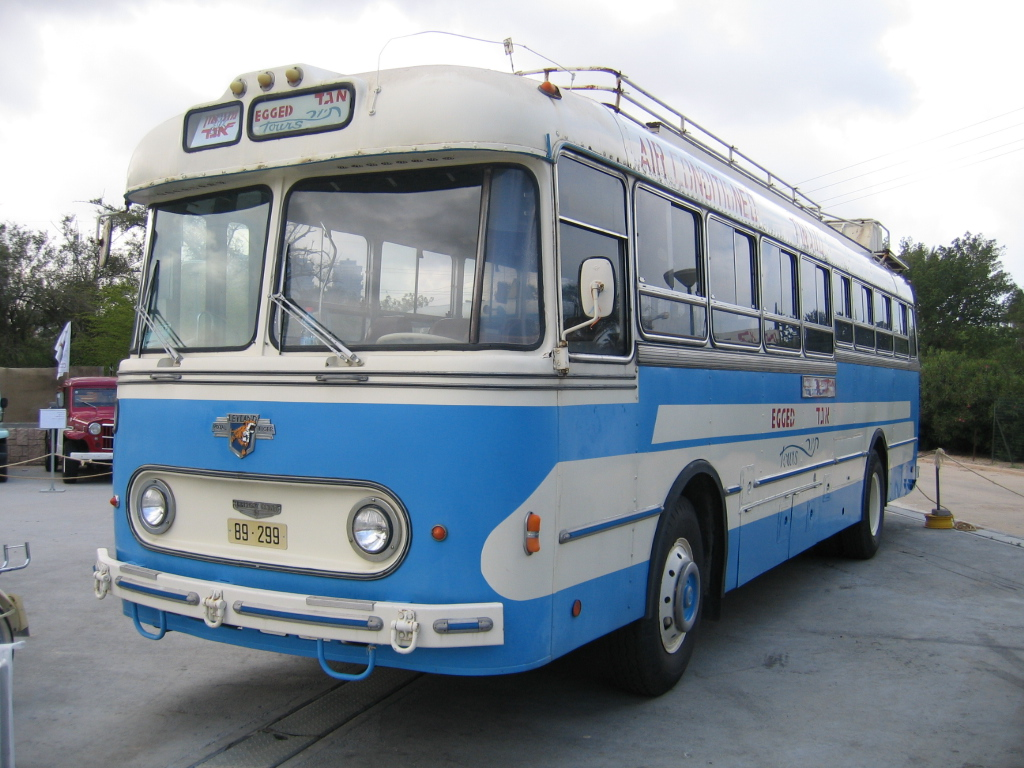
Autobús Royal tiger.
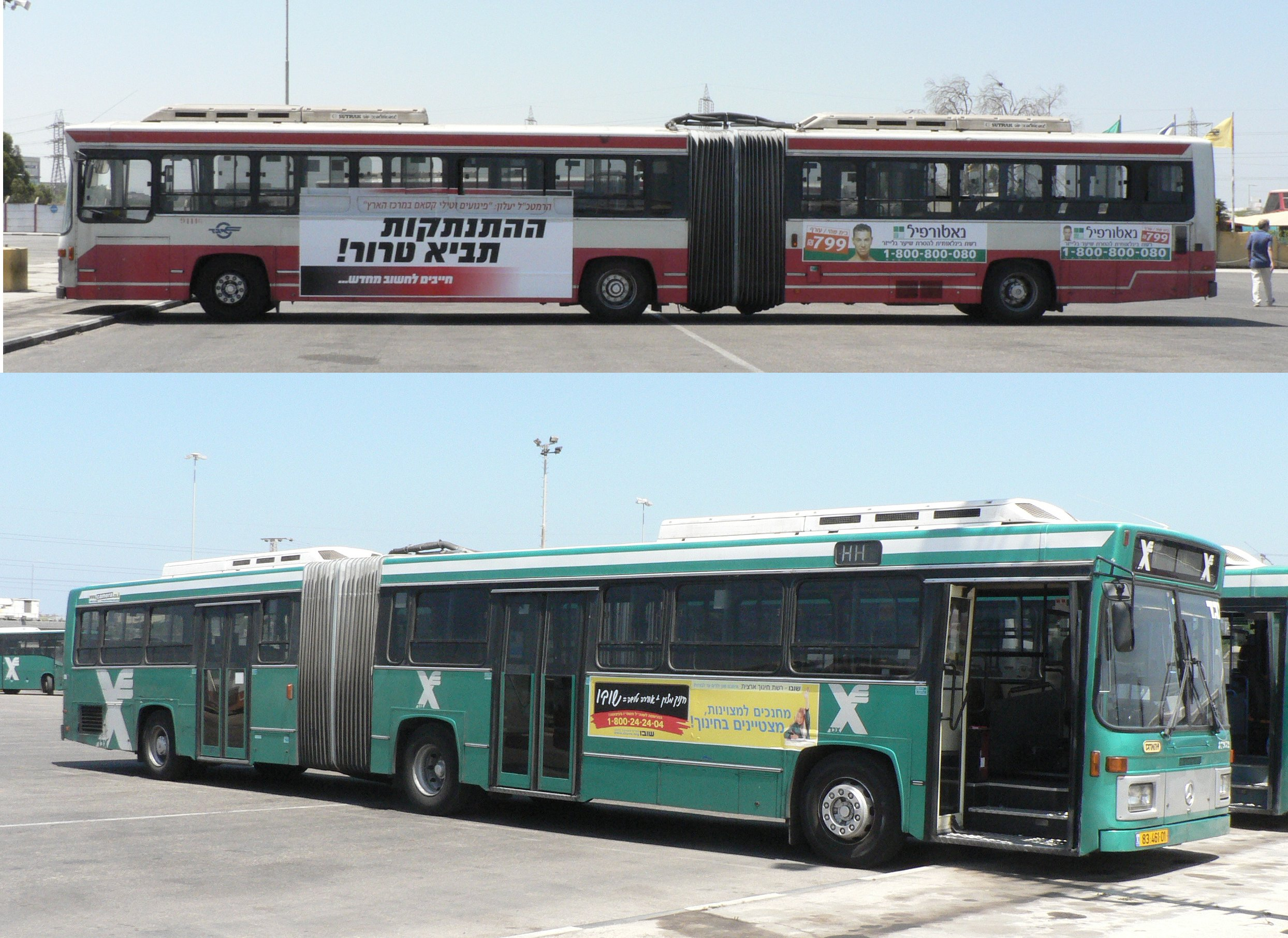
Bus articulat.
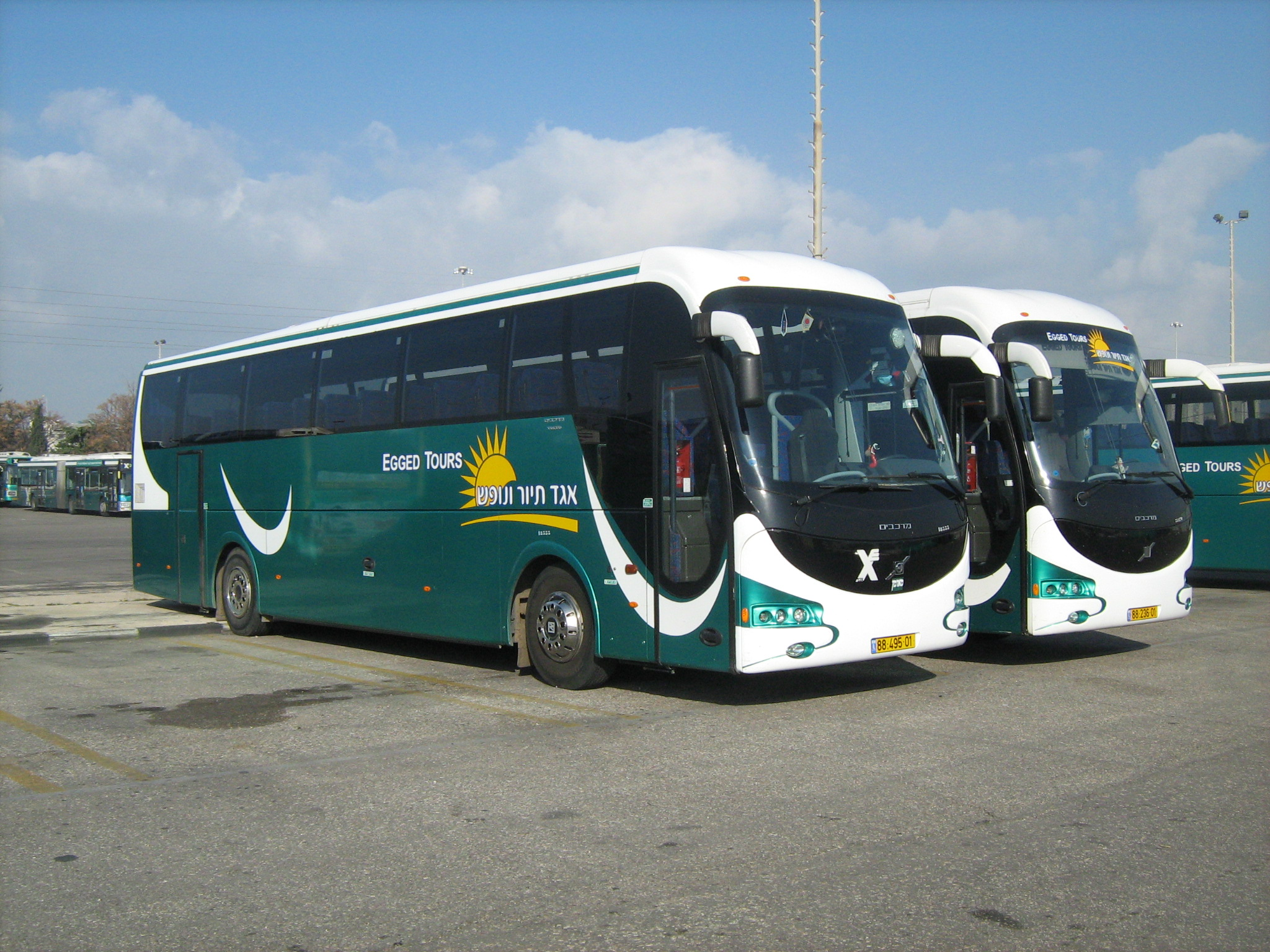
Bus Volvo B12B
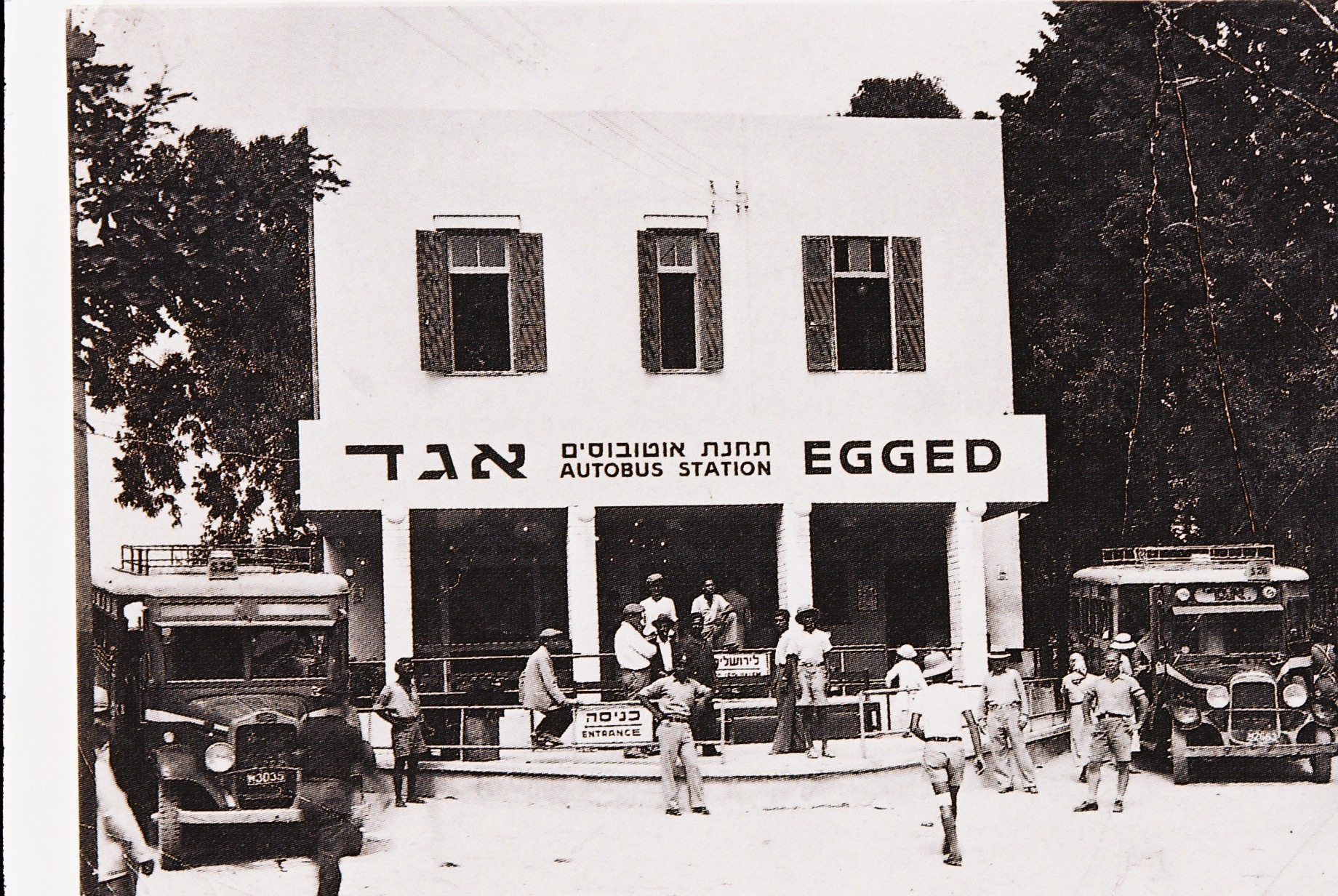
Estació d'autobusos.
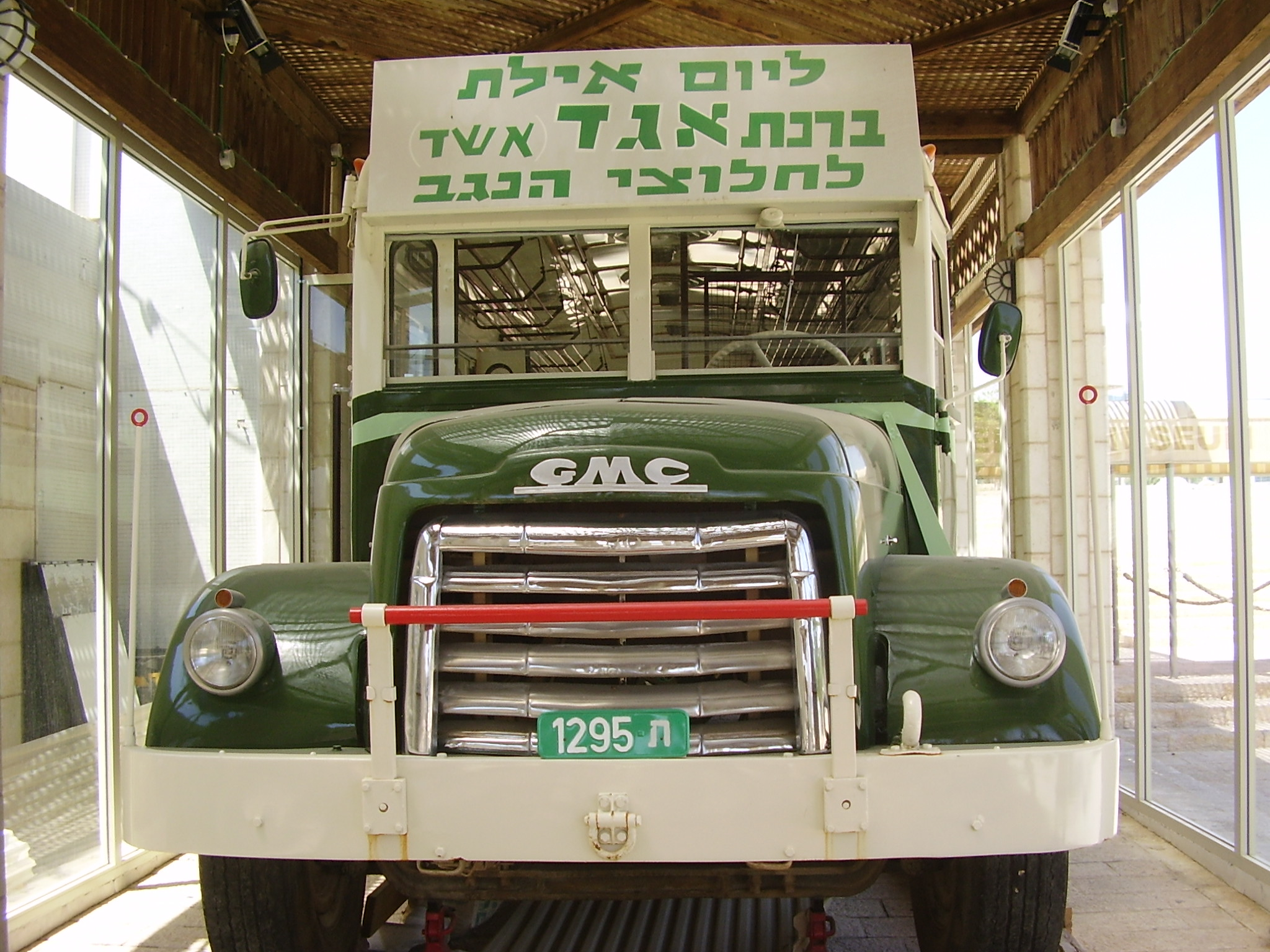
Autobús d'Egged GMC en el museu d'Elat, un bus igual que aquest, va ser atacat pels àrabs en la massacre de Maale Akrabim, el 17 de març de 1954 i 12 dels seus passatgers van morir.
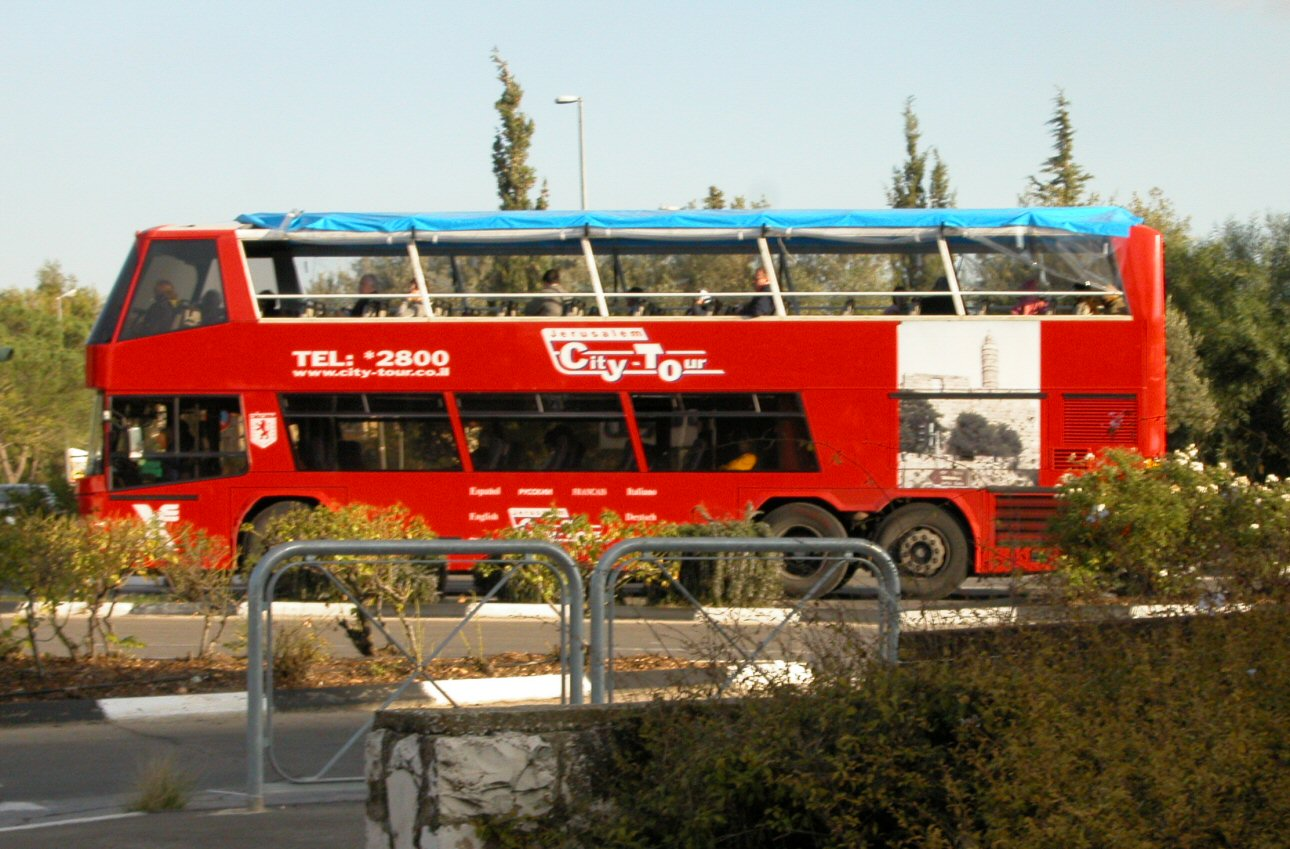
L'autobús 99 d'Egged a Jerusalem, és un bus turístic que recorre els principals monuments de la ciutat.